# ويل هوبز
ويل هوبز (بالإنجليزية: Will Hobbs)‏‏ (22 أغسطس 1947 في بيتسبرغ - ) كاتب، وروائي، وكاتب للأطفال من الولايات المتحدة.

## الجوائز
- جائزة إدغار